# Thomas James Birmingham
Thomas James Birmingham, kanadski letalski častnik, vojaški pilot in letalski as, * 13. januar 1885, Hastings, Vzhodni Sussex, † 12. november 1965, Vancouver, Britanska Kolumbija.
Nadporočnik Birmingham je v svoji vojaški službi dosegel 7 zračnih zmag.

## Življenjepis
Med prvo svetovno vojno je bil pripadnik 22. eskadrilje Kraljevega letalskega korpusa.